# Saint-Martial-d'Albarède
 Saint-Martial-d'Albarède  (en occitano Sent Marçau d'Aubareda) es una población y comuna francesa, situada en la región de Aquitania, departamento de Dordoña, en el distrito de Périgueux y cantón de Excideuil.

## Demografía
| 447 | 420 | 368 | 377 | 394 | 403 |
| Para los censos de 1962 a 1999 la población legal corresponde a la población sin duplicidades (Fuente: INSEE [Consultar]) |     |     |     |     |     |